# Флаг Черемхова
Флаг муниципального образования «город Черемхо́во» Иркутской области Российской Федерации — опознавательно-правовой знак, служащий официальным символом муниципального образования.
Флаг утверждён 15 марта 2007 года и 9 апреля 2007 года внесён в Государственный геральдический регистр Российской Федерации с присвоением регистрационного номера 3121.

## Описание
«Флаг представляет собой прямоугольное голубое полотнище с отношением ширины к длине 2:3, несущее вдоль нижнего края красную полосу в 1/3 ширины полотнища; посередине полосы изображён чёрный камень окружённый жёлтым сиянием; в голубой части вплотную к полосе изображён чёрно-белый верстовой столб, по сторонам от которого жёлтые ветви черёмухи с чёрными ягодами».

## Обоснование символики
Флаг муниципального образования «город Черемхово» Иркутской области составлен на основании герба города Черемхово по правилам и соответствующим традициям геральдики и отражает исторические, культурные, социально-экономические, национальные и иные местные традиции.
Город Черемхово вырос из ямского станца Черемховского, основанного в 1743 году при прокладке тракта от Москвы до Иркутска. В 1772 году здесь была учреждена почтовая станция, вокруг которой поселились ямщики, казаки, крестьяне. Образовалась слобода, а потом село Черемховское. Ветки черёмухи с ягодами символизируют название города, делая композицию флага гласной.
Образ почтового тракта, ямского станца и почтовой станции символически представлен на флаге верстовым столбом. Символика верстового столба связана не только со строительством тракта Москва—Иркутск, но и со строительством Транссибирской магистрали.
Чёрный камень в жёлтом (золотом) сиянии аллегорически представляет и залежи угля, и его роль в развитии и становлении города. Более ста лет угольная отрасль является градообразующей в жизни города.
Белый цвет (серебро) — символ чистоты, совершенства, мира и взаимопонимания.
Красный цвет символизирует труд, жизнеутверждающую силу, мужество, праздник, красоту.
Жёлтый цвет (золото) — символ урожая, богатства, стабильности, уважения и интеллекта.